# Линкълн Мемориал
Линкълн Мемориал е паметник, построен в чест на Ейбрахам Линкълн - 16-ия президент на Съединените щати.
Намира се в парка „Национален мол“ във Вашингтон, окръг Колумбия. Той е популярно място за туристите.

## Дизайн
Линкълн Мемориал е построен по подобие на храма на Зевс в Олимпия, Гърция. Заобиколен е от 36 колони – колкото са били щатите в САЩ по негово време, високи 37 фута (11 м). Пред фасадата се намират главните стълби към храма.

## Статуя
Скулптурата на Линкълн, седнал на стол, е част от мемориала. Висока е 6 м и широка 6 м. Изваяна е от 28 блока бял мрамор.
Следните думи са изписани на стената над скулптурата:
”В този храм
както в сърцата на хората
за които е спасил съюза
паметта на Ейбрахам Линкълн
е съхранена завинаги”.